# Vendetta: The Project
Vendetta: The Project es un álbum recopilatorio de EP's de la cantante puertorriqueña Ivy Queen, lanzado el 3 de febrero de 2015.

## Contenido

### Lanzamiento
La versión EP del álbum fue lanzada el 9 de diciembre de 2014. La versión del álbum se anunció originalmente para su lanzamiento en febrero de 2014, y más tarde en algún momento de 2014. El álbum está compuesto por cuatro EP por separados, estos fueron lanzados simultáneamente. Cada álbum tenía un género diferente, en este caso fueron hip hop, bachata, salsa y reguetón. Cada lanzamiento estuvo compuesto por 8 canciones dedicadas al género que este presentaba. En cuanto a colaboraciones, el álbum estuvo acompañado de colaboraciones de Vico C, Farruko, Jowell & Randy, Ñengo Flow, J Álvarez, Andy Montañez, entre otros.

## Recepción

### Críticas
El álbum recibió críticas mixtas por su desarrollo y su concepto musical, las palabras del crítico David Jefferies de Allmusic fueron «El álbum es la respuesta de Ivy Queen a los hombres machistas dentro de la industria de la música. Llamó el mensaje y la presentación "épico", mientras afirmaba que las separaciones de género para que se "escuche interesante". Sin embargo, eligió el lanzamiento de la colección en su conjunto, ya que presenta el regreso enojado e impresionante de la Reina en total». Le dio a «Vendetta: The Project», cuatro de cinco estrellas, mientras que los lanzamientos individuales recibieron una calificación de tres y media de cinco estrellas. En el lanzamiento de la salsa, Jefferies seleccionó «De pronto desperté», «Un hombre bueno», «Se me vuelve a olvidar» y el homenaje a Celia Cruz como las pistas más destacadas. En el lanzamiento de bachata seleccionó los sencillos «No soy aquella», «Más feliz así» y «Por un descuido» como sencillos destacables. En el lanzamiento de hip hop, Jefferies seleccionó los sencillos «Vamos a guerrear», la canción principal, «I Don't Know» y «Dime a quién». En el lanzamiento urbano, seleccionó los sencillos «Sacude y levántate», «Te sirvo de abrigo», «Nací para amarte» y «Soy libre», mientras nombraba «Vamos a guerrear», «Vendetta», «Nací para amarte» y «Soy libre» como las pistas claves del álbum. Vendetta: Urban, fue seleccionado como uno de los mejores álbumes latinos de 2015 por Allmusic. El crítico Marcelo Baéz para Manero Magazine elogió a «Te sirvo de abrigo» y «Quiere castigo» por ser dos de los temas más pesados y sucios del álbum. También felicitó al entusiasmo tropical de Ivy Queen, calificando a «Soy libre» como sencillos bastante aceptable. Más tarde, Baéz criticó las canciones que no eran de reguetón, citando a los sencillos «Nací para amarte» y «Sacude y levántate», como canciones donde la artista intenta emular, pero no da en el blanco.

## Lista de canciones
Edición estándar
| Vendetta: The Project |                                                     |                                |          |  |
| N.º                   | Título                                              | Producer(s)                    | Duración |  |
| 1.                    | «De pronto desperté»                                | Carlos García, Carlos Martínez | 4:32     |  |
| 2.                    | «Yare» (featuring Luisito Carrión)                  |                                | 5:23     |  |
| 3.                    | «Un hombre bueno»                                   | García, Martínez               | 3:52     |  |
| 4.                    | «Ella me hizo deseo» (featuring Tito Rojas)         |                                | 4:47     |  |
| 5.                    | «Se me vuelve a olvidar»                            | García, Martínez               | 4:03     |  |
| 6.                    | «Bemba colorá (Medley) (Tributo A Celia: Quimbara)» |                                | 3:41     |  |
| 7.                    | «Dime si valió la pena»                             | García, Martínez               | 4:06     |  |
| 8.                    | «Casi te envidio» (featuring Andy Montañez)         | Paco Cepero                    | 6:14     |  |
| 9.                    | «No has podido»                                     | Lenny 357                      | 4:08     |  |
| 10.                   | «Dónde»                                             | Edwin "EZP" Pérez              | 3:40     |  |
| 11.                   | «Ojo ajeno»                                         | Lenny 357                      | 3:06     |  |
| 12.                   | «No soy aquella»                                    | Edwin "EZP" Pérez              | 3:50     |  |
| 13.                   | «Dime la verdad»                                    | Edwin "EZP" Pérez              | 2:57     |  |
| 14.                   | «Más feliz así»                                     | Lenny 357                      | 3:09     |  |
| 15.                   | «A dónde va»                                        | Lenny 357                      | 3:36     |  |
| 16.                   | «Por un descuido» (featuring Óptimo)                | Rogelito Santos                | 4:06     |  |
| 17.                   | «Sacude y levántate»                                | Lenny Medina, Ahmed Barroso    | 4:09     |  |
| 18.                   | «Te sirvo de abrigo» (featuring Farruko)            | Mambo Kingz                    | 3:24     |  |
| 19.                   | «Imborrable» (featuring J Álvarez)                  | O'Nell Flow, DJ Nelson         | 3:50     |  |
| 20.                   | «Nací para amarte» (featuring Jowell & Randy)       | Milliano Music                 | 4:17     |  |
| 21.                   | «Sola»                                              | Mambo Kingz                    | 4:01     |  |
| 22.                   | «Soy libre»                                         | DJ Nelson, O'Nell Flow         | 3:42     |  |
| 23.                   | «Sin mi»                                            | Keko Musik                     | 3:07     |  |
| 24.                   | «Quiere castigo» (featuring J King & Maximan)       | Keko Musik                     | 3:38     |  |
| 25.                   | «To My Brothers»                                    | Echo                           | 3:22     |  |
| 26.                   | «Vamos a guerrear» (featuring Ñengo Flow)           | Echo                           | 3:46     |  |
| 27.                   | «Vendetta»                                          | Echo, Ladkani Beats            | 3:04     |  |
| 28.                   | «Me acuerdo» (featuring Vico C)                     | Keko Musik                     | 4:35     |  |
| 29.                   | «Lo vamos a danzar»                                 | Johnny López                   | 3:12     |  |
| 30.                   | «I Don't Know» (featuring MC Ceja)                  | Echo                           | 3:09     |  |
| 31.                   | «Dime a mi quién» (featuring Fat Joe)               | Echo                           | 3:04     |  |
| 32.                   | «Ver tu fin»                                        | Echo                           | 3:51     |  |
| 123:14                |                                                     |                                |          |  |

Vendetta: Salsa
| Vendetta: Salsa |                                                     |                                |          |  |
| N.º             | Título                                              | Producer(s)                    | Duración |  |
| 1.              | «De pronto desperté»                                | Carlos García, Carlos Martínez | 4:32     |  |
| 2.              | «Yare» (featuring Luisito Carrión)                  |                                | 5:23     |  |
| 3.              | «Un hombre bueno»                                   | García, Martínez               | 3:52     |  |
| 4.              | «Ella me hizo deseo» (featuring Tito Rojas)         |                                | 4:47     |  |
| 5.              | «Se me vuelve a olvidar»                            | García, Martínez               | 4:03     |  |
| 6.              | «Bemba colorá (Medley) (Tributo A Celia: Quimbara)» |                                | 3:41     |  |
| 7.              | «Dime si valió la pena»                             | García, Martínez               | 4:06     |  |
| 8.              | «Casi te envidio» (featuring Andy Montañez)         | Paco Cepero                    | 6:14     |  |
| 36:42           |                                                     |                                |          |  |

Vendetta: Bachata
| Vendetta: Bachata |                                      |                   |          |  |
| N.º               | Título                               | Producer(s)       | Duración |  |
| 1.                | «No has podido»                      | Lenny 357         | 4:08     |  |
| 2.                | «Dónde»                              | Edwin "EZP" Pérez | 3:40     |  |
| 3.                | «Ojo ajeno»                          | Lenny 357         | 3:06     |  |
| 4.                | «No soy aquella»                     | Edwin "EZP" Pérez | 3:50     |  |
| 5.                | «Dime la verdad»                     | Edwin "EZP" Pérez | 2:57     |  |
| 6.                | «Más feliz así»                      | Lenny 357         | 3:09     |  |
| 7.                | «A dónde va»                         | Lenny 357         | 3:36     |  |
| 8.                | «Por un descuido» (featuring Óptimo) | Rogelito Santos   | 4:06     |  |
| 28:02             |                                      |                   |          |  |

Vendetta: Urban
| Vendetta: Urban |                                               |                             |          |  |
| N.º             | Título                                        | Producer(s)                 | Duración |  |
| 1.              | «Sacude y levántate»                          | Lenny Medina, Ahmed Barroso | 4:09     |  |
| 2.              | «Te sirvo de abrigo» (featuring Farruko)      | Mambo Kingz                 | 3:24     |  |
| 3.              | «Imborrable» (featuring J Álvarez)            | O'Nell Flow, DJ Nelson      | 3:50     |  |
| 4.              | «Nací para amarte» (featuring Jowell & Randy) | Milliano Music              | 4:17     |  |
| 5.              | «Sola»                                        | Mambo Kingz, Gabi Music     | 4:01     |  |
| 6.              | «Soy libre»                                   | DJ Nelson, O'Nell Flow      | 3:46     |  |
| 7.              | «Sin mi»                                      | Keko Musik                  | 3:07     |  |
| 8.              | «Quiere castigo» (featuring J King & Maximan) | Keko Musik                  | 3:38     |  |
| 30:20           |                                               |                             |          |  |

Vendetta: Hip Hop
| Vendetta: Hip Hop |                                           |                     |          |  |
| N.º               | Título                                    | Producer(s)         | Duración |  |
| 1.                | «To My Brothers»                          | Echo                | 3:22     |  |
| 2.                | «Vamos a guerrear» (featuring Ñengo Flow) | Echo                | 3:46     |  |
| 3.                | «Vendetta»                                | Echo, Ladkani Beats | 3:04     |  |
| 4.                | «Me acuerdo» (featuring Vico C)           | Keko Musik          | 4:35     |  |
| 5.                | «Lo vamos a danzar»                       | Johnny López        | 3:12     |  |
| 6.                | «I Don't Know» (featuring MC Ceja)        | Echo                | 3:09     |  |
| 7.                | «Dime a mi quién» (featuring Fat Joe)     | Echo                | 3:04     |  |
| 8.                | «Ver tu fin»                              | Echo                | 3:51     |  |
| 28:07             |                                           |                     |          |  |

## Posicionamientos
Vendetta: Salsa
| Chart (2015)                   | Peak Position |
| ------------------------------ | ------------- |
| US Tropical Albums (Billboard) | 17            |

Vendetta: Bachata
| Chart (2015)                   | Peak Position |
| ------------------------------ | ------------- |
| US Tropical Albums (Billboard) | 6             |

Vendetta: Hip Hop
| Chart (2015)                       | Peak Position |
| ---------------------------------- | ------------- |
| US Latin Rhythm Albums (Billboard) | 9             |

Vendetta: Urban
| Chart (2015)                       | Peak Position |
| ---------------------------------- | ------------- |
| US Latin Rhythm Albums (Billboard) | 8             |